# 105 Artemis
105 Artemis este un asteroid din centura principală, descoperit pe 16 septembrie 1868, de James Watson.

## Denumirea asteroidului
Denumirea asteroidului face referire la zeița Artemis, din Mitologia greacă.